# 콜리나스
콜리나스(Collinas, 사르데냐어: Forru)는 이탈리아의 사르데냐주 수드사르데냐도에 있는 코무네이다. 칼리아리에서 북서쪽으로 약 50 킬로미터 (31 마일), 산루리에서 북서쪽으로 약 9 킬로미터 (5.6 마일) 떨어져 있다. 2004년 12월 31일 기준으로 인구는 954명이었고 면적은 20.8 제곱킬로미터 (8.0 제곱마일)였다.
콜리나스는 다음 지방 자치체들과 경계를 이룬다: 곤노스트라마차, 루나마트로나, 모고로, 사르다라, 시디, 빌라노바포루.